# Sand-Nelke
Die Sand-Nelke (Dianthus arenarius) ist eine Pflanzenart aus der Gattung der Nelken (Dianthus) innerhalb der Familie der Nelkengewächse (Caryophyllaceae).

## Beschreibung

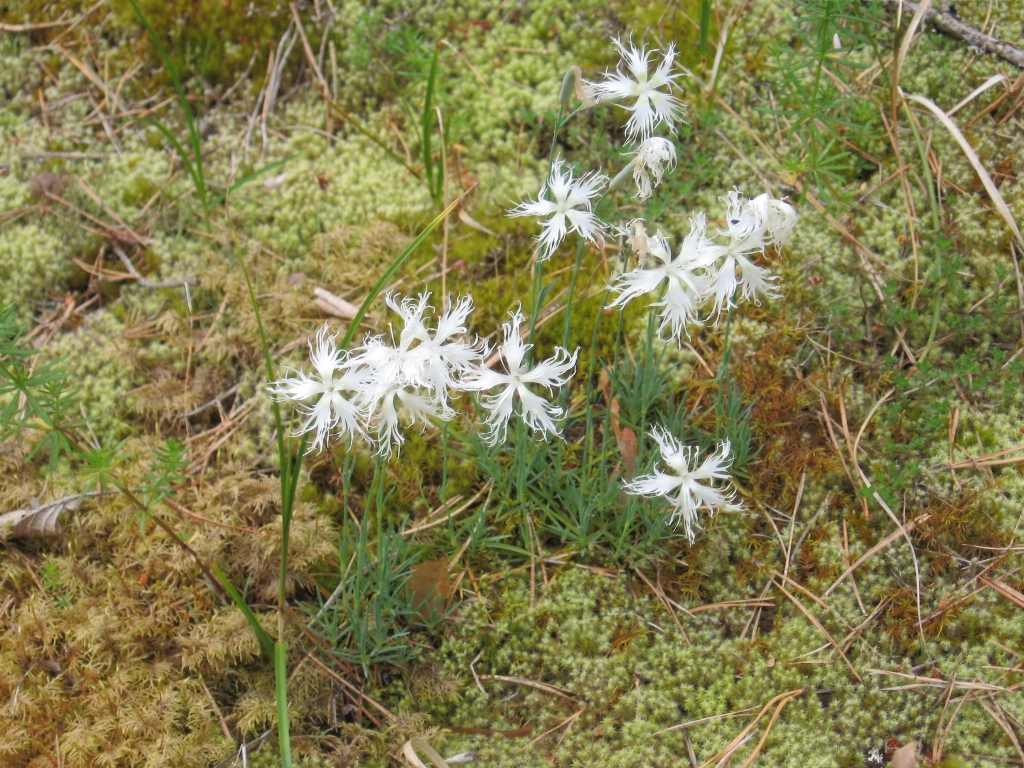
Habitus und Blüten im Habitat

### Vegetative Merkmale
Die Sand-Nelke ist eine ausdauernde krautige Pflanze und erreicht Wuchshöhen von 20 bis 30 Zentimetern. Sie bildet lockere Polster mit hohen, oben meist verzweigten, meist einblütigen, mehr oder weniger zylindrischen Stängeln. Die Blattscheiden sind 1 etwa Millimeter lang. Die gegenständig am Stängel angeordneten Laubblätter sind bei einer Breite von 1 Millimeter linealisch.

### Generative Merkmale
Die Blütezeit reicht von Juni bis August. Die zwittrigen Blüten sind radiärsymmetrisch und fünfzählig mit doppelter Blütenhülle. Die Kelchschuppen sind eiförmig und haben eine kurze Spitze. Der Kelch ist mit einer Länge von 20 bis 45 Millimetern drei- bis viermal so lang wie die Kelchschuppen. Die Platte der Kronblätter ist etwa 20 Millimeter lang, bis über die Mitte zerschlitzt, weiß und an der Basis grünlich gepunktet.
Die Chromosomenzahl beträgt 2n = 60.

## Vorkommen
Das Verbreitungsgebiet der Sand-Nelke erstreckt sich vom nördlichen Skandinavien einerseits bis nach Südeuropa und andererseits bis in die Steppen des südwestlichen Sibirien. Sie ist in Mitteleuropa sehr selten und erreicht in Mecklenburg und Brandenburg ihre Westgrenze der Verbreitung. 
Die Sand-Nelke gedeiht am besten in humus- und nährstoffreichen Sandböden, die trocken sein müssen und sommerwarm sein sollten. Sie besiedelt Trockenrasen und lichte Kiefernwälder, geht aber auch an Wegränder, vor allem dort, wo in neu angelegten Böschungen Sand freigelegt worden war. Sie ist pflanzensoziologisch eine Charakterart des Verbands Koelerion glaucae, kommt aber auch in Pflanzengesellschaften des Verbands Erico-Pinion vor.

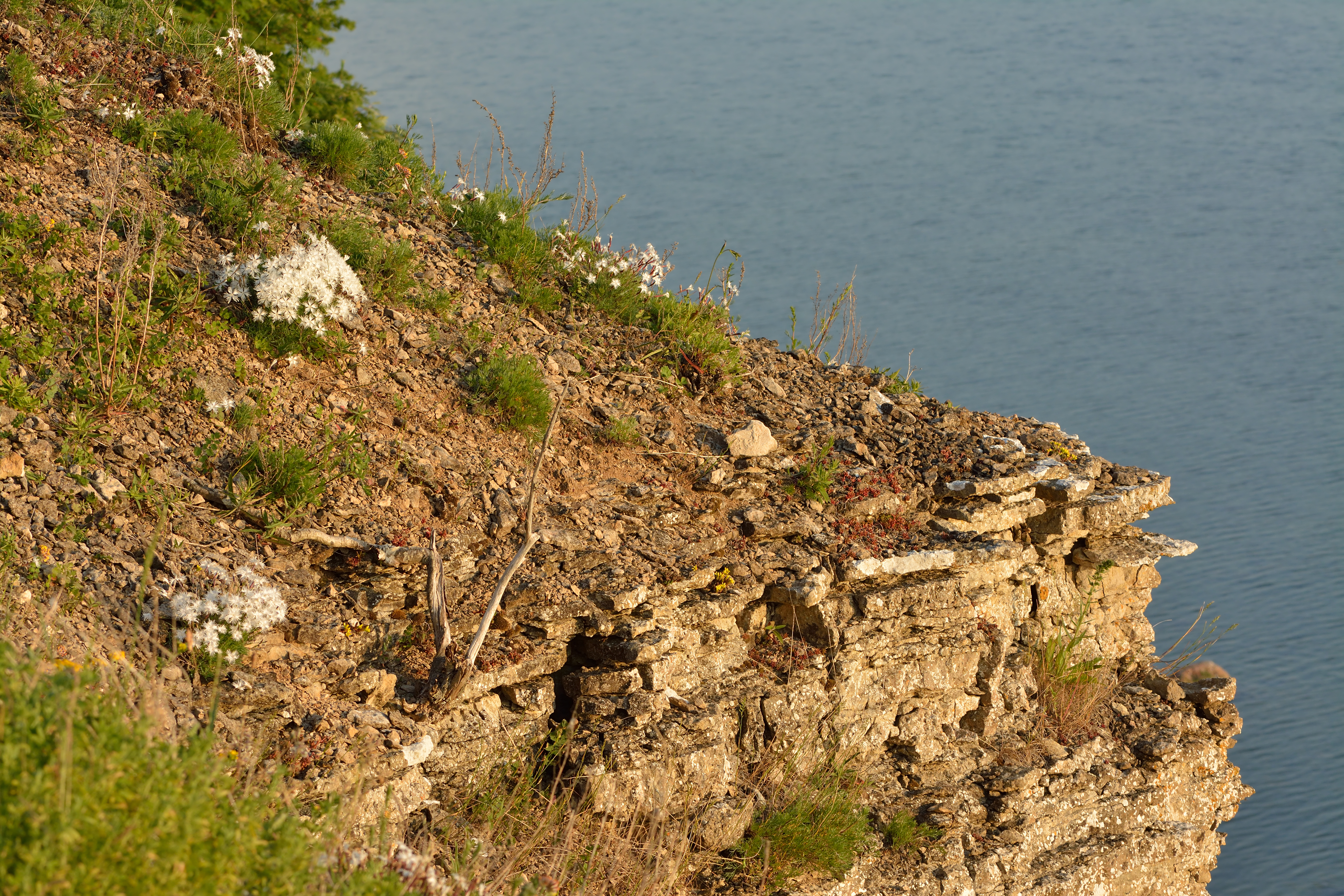
Dianthus arenarius subsp. arenarius

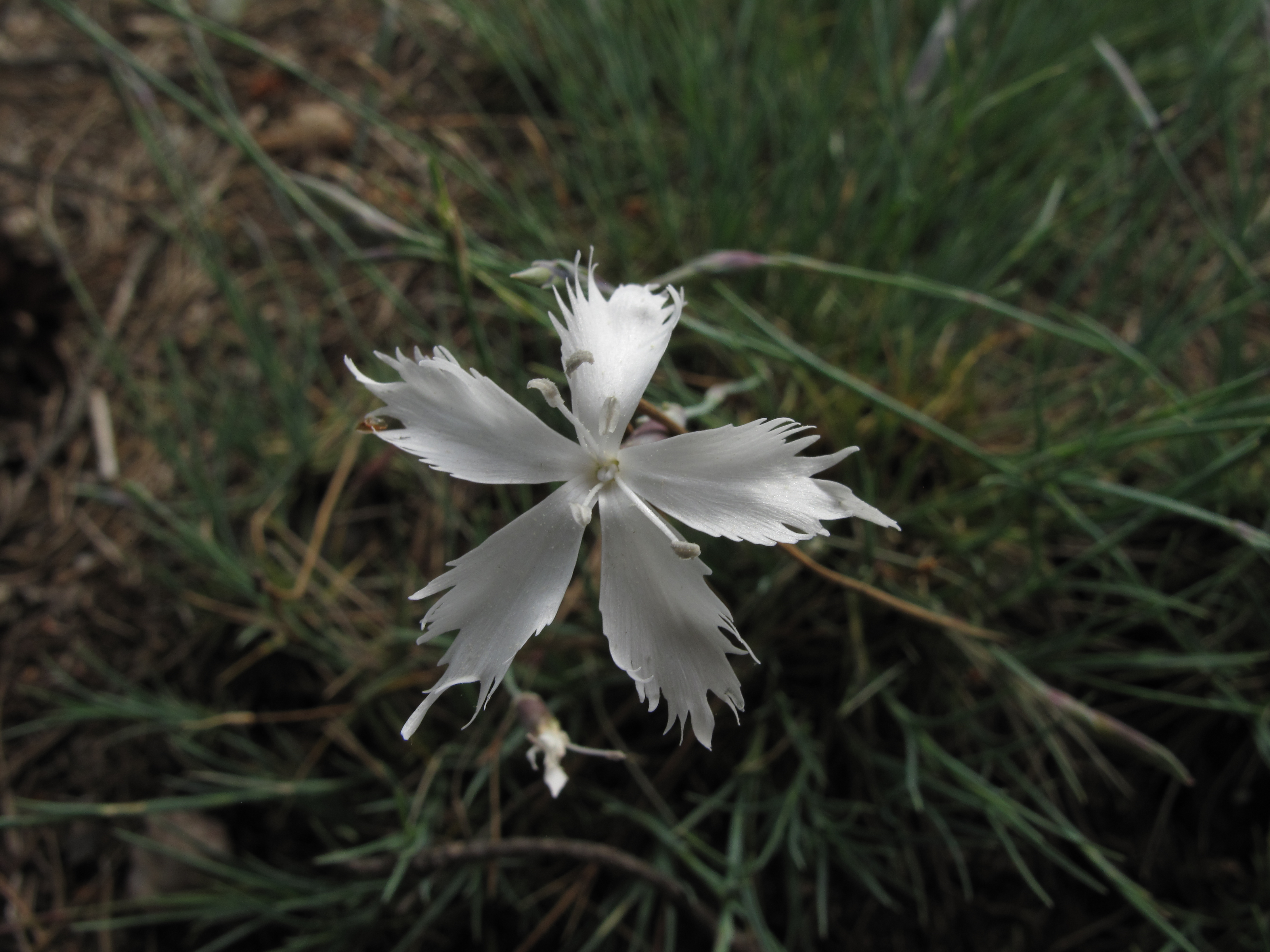
Blüte von Dianthus arenarius subsp. bohemicus

## Systematik
Die Erstveröffentlichung von Dianthus arenarius erfolgte 1753 durch Carl von Linné in Species Plantarum, Tomus I, Seite 412.
Je nach Autor gibt es mehrere Unterarten:
- Dianthus arenarius L. subsp. arenarius:  Sie kommt in Schweden[3], Estland und Lettland vor.[2]
- Dianthus arenarius subsp. bohemicus (Novák) O.Schwarz: Dieser Endemit kommt nur in Tschechien vor.[2]
- Preußische Sand-Nelke (Dianthus arenarius subsp. borussicus Vierh.): Sie kommt in Schweden, Finnland, Russland, Belarus, Moldawien, in der Ukraine, in Polen, Tschechien, in der Slowakei, in Deutschland, Österreich, Ungarn, Kroatien und Rumänien vor.[3][2]
- Dianthus arenarius subsp. pseudoserotinus (Zapal.) Tutin: Sie kommt in der Ukraine vor.[3][2]
- Dianthus arenarius subsp. pseudosquarrosus (Novák) Kleopow: Sie kommt in Belarus und in der Ukraine vor.[3][2]